# Wieliż
Wieliż (ros. Велиж, biał. Веліж, lit. Veližas) – miasto w Rosji, stolica rejonu wieliskiego w obwodzie smoleńskim, położone na brzegu Dźwiny. Ludność: 7060 (2015).
Miasto królewskie położone było w końcu XVIII wieku  w starostwie niegrodowym wieliskim w powiecie witebskim województwa witebskiego.

## Historia

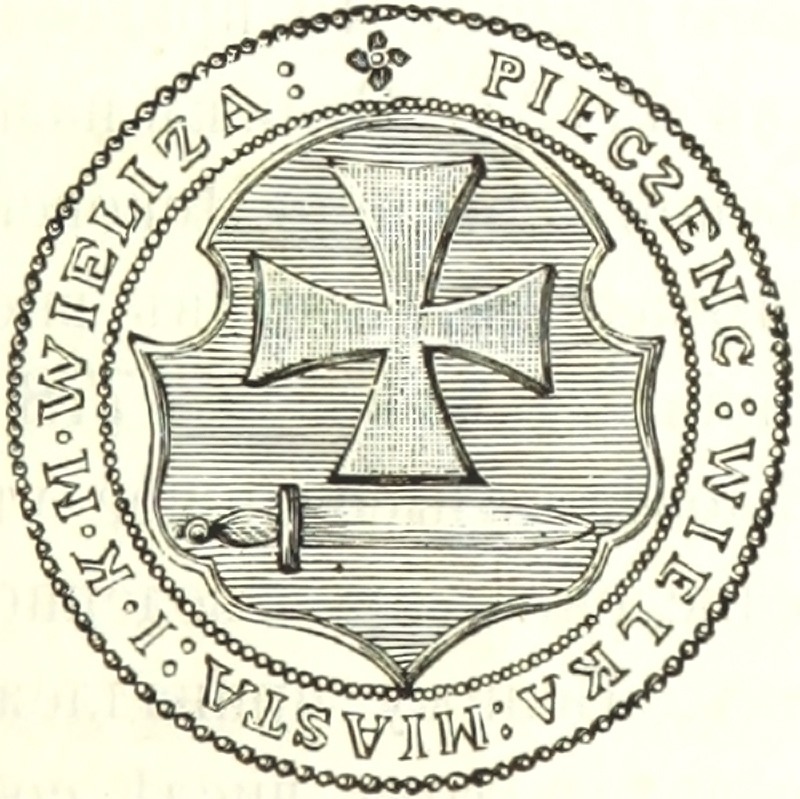
Wzór pieczęci miejskiej z XVIII w.

W 1395 roku został włączony w skład Wielkiego Księstwa Litewskiego jako pograniczny zameczek. W czasie wojny litewsko-moskiewskiej (1534–1537) zdobyty w 1536 r. przez wojska moskiewskie, które zbudowały tu własny zamek. Zamek ten spalił w 1562 roku hetman Mikołaj Radziwiłł Rudy.
7 sierpnia 1580 r. zdobyty przez Polaków pod dowództwem kanclerza Jana Zamoyskiego. Na mocy rozejmu w Jamie Zapolskim z 1582 roku pozostało w Wielkim Księstwie Litewskim w Rzeczypospolitej. W 1585 roku król Stefan Batory ustanowił w Wieliżu starostwo, nadał herb i nadał przywileje. W 1654 spalony przez wojska moskiewskie. Od 1678 roku ponownie znalazł się w granicach Rzeczypospolitej. W 1697 roku zamek spłonął od pioruna.
W 1772 roku w wyniku I rozbioru Polski został przyłączony do Rosji. W 1861 miał miejsce wielki pożar miasta. 
W 1891 roku mieszkało tu 225 katolików użytkujący kościół katolicki pod wezwaniem Najświętszej Marii Panny z 1754 roku.
Od 1 stycznia 1919 miasto przynależało do Białoruskiej Socjalistycznej Republiki Radzieckiej, jednakże jeszcze w 1919 przyłączone zostało do Rosji Radzieckiej, od 1922 przynależąc do ZSRR. W latach 1941–1943 znajdowało się pod okupacją niemiecką.
- Widoki Wieliża sprzed 1918 roku:

"Widoki
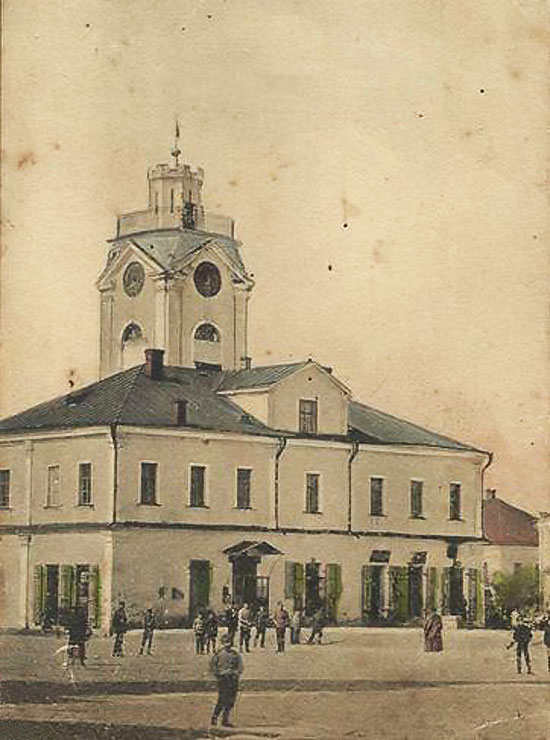
Ratusz
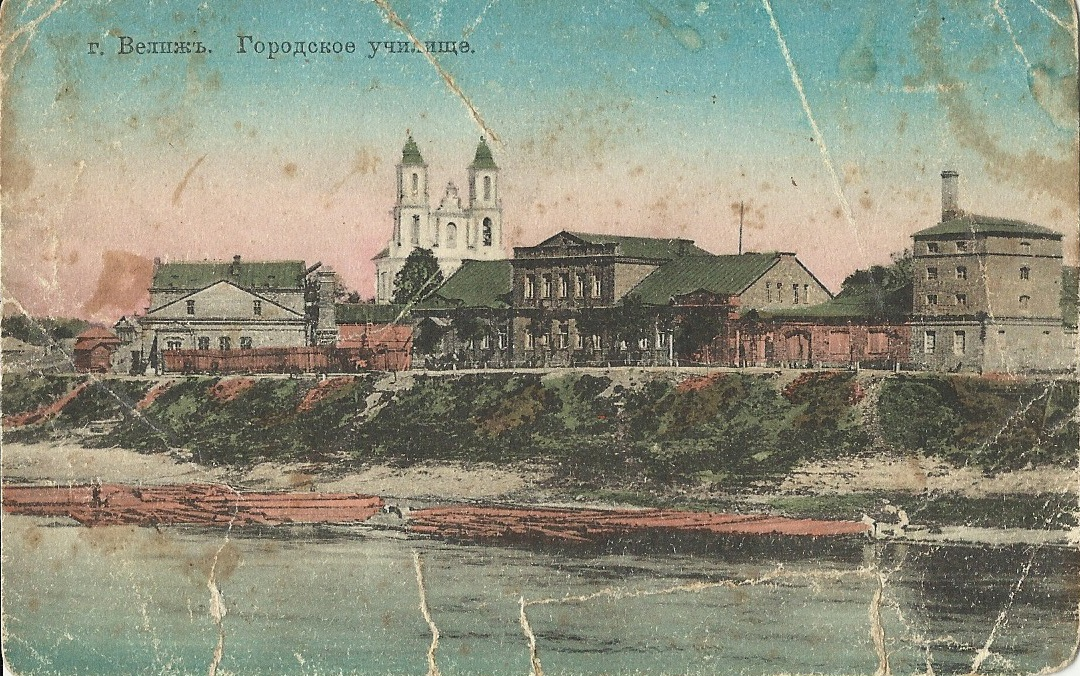
Panorama Wieliża
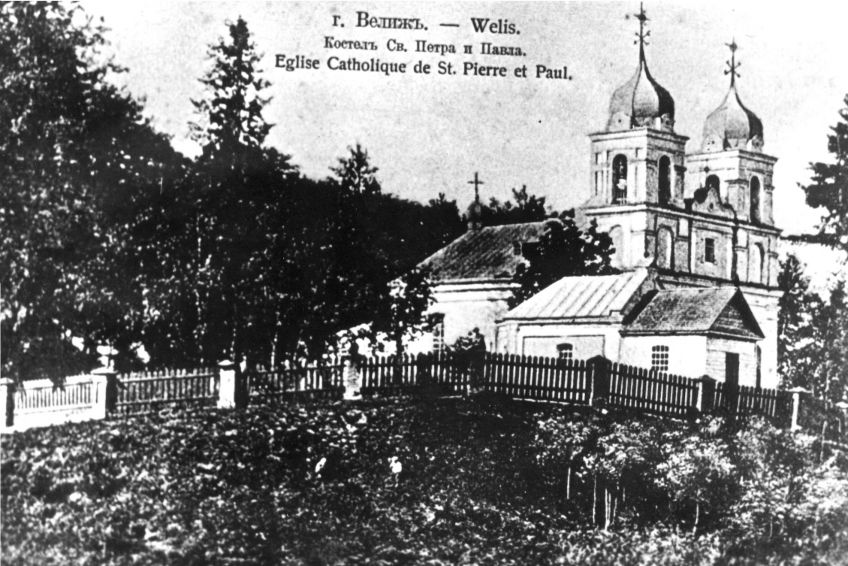
Kościół katolicki śś. Piotra i Pawła
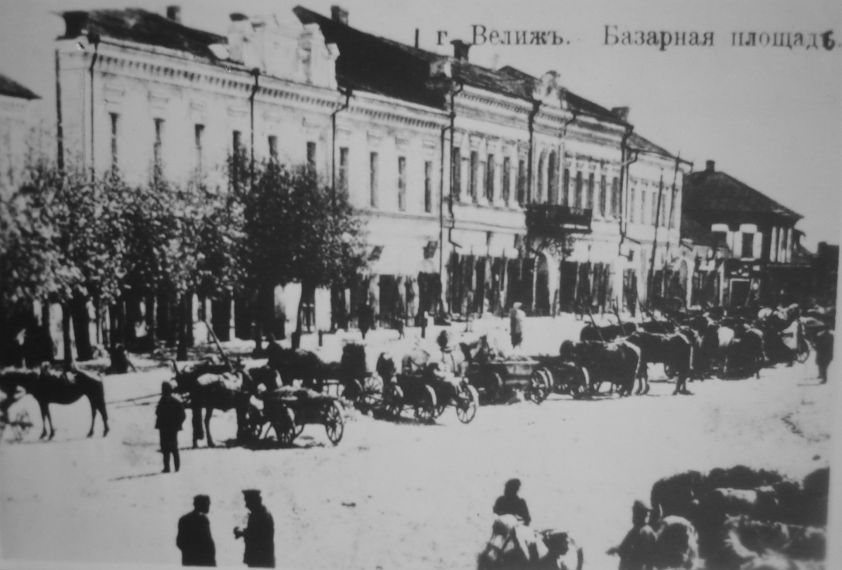
Rynek

## Urodzeni w Wieliżu
- Ignacy Czerniewski – polski inżynier, urzędnik kolejowy i wykładowca akademicki

## Galeria

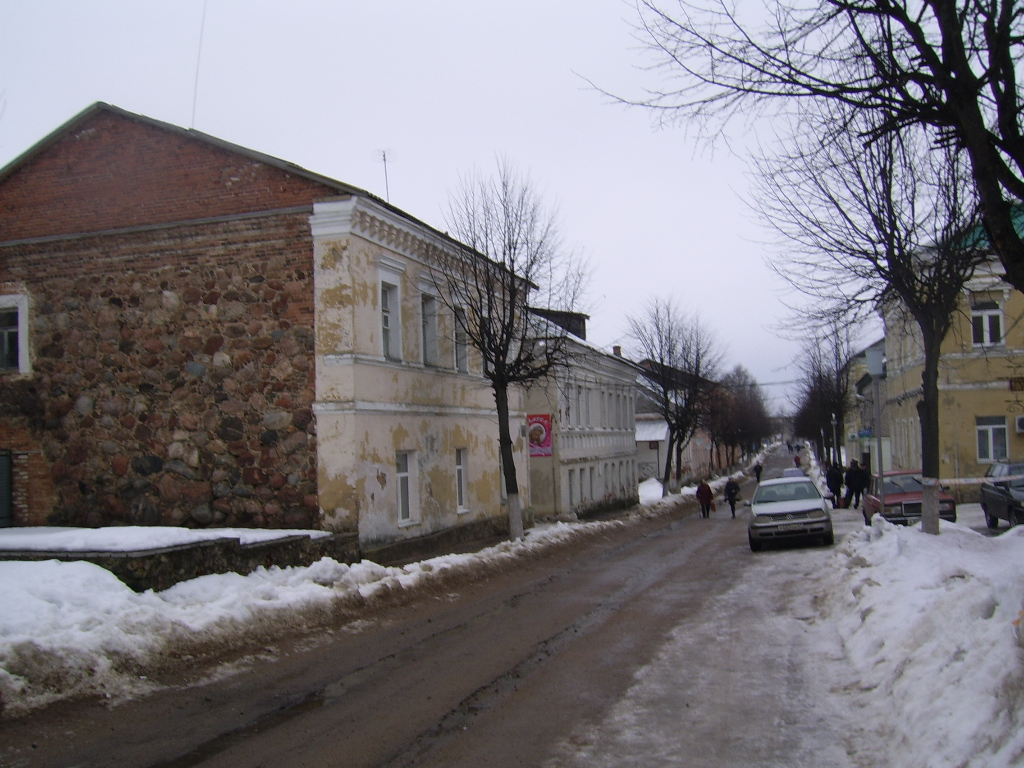
Centrum miasta
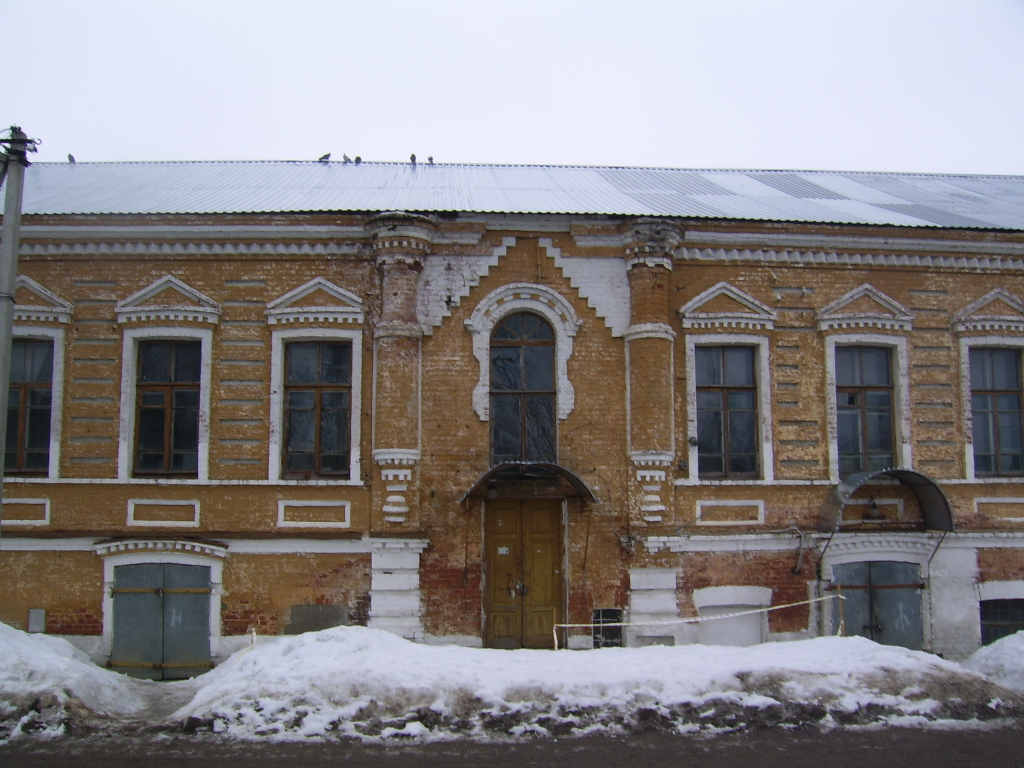
Zabytkowa kamieniczka
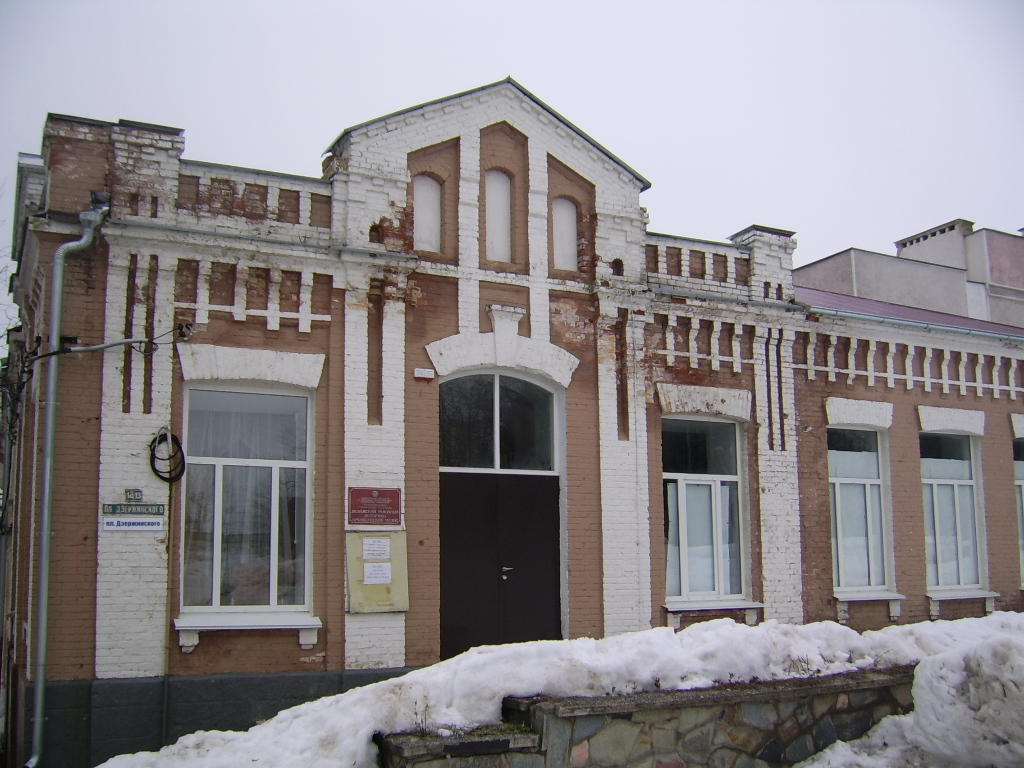
Muzeum
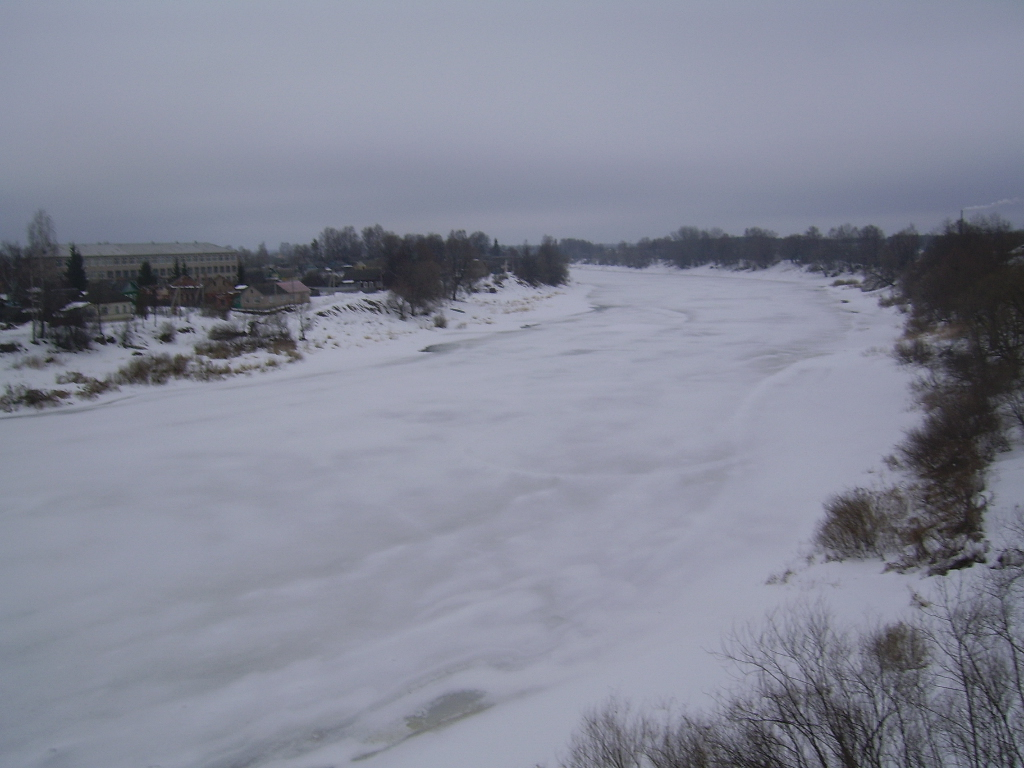
Zamarznięta Dźwina